# Ina Kümmel
Ina Kümmel, née le 30 août 1967 à Stollberg, alors en Allemagne de l'Est, est une fondeuse allemande, active de 1989 à 1996, championne d'Allemagne sur 30 kilomètres en 1992.

## Carrière
Ina Kümmel fait ses débuts internationaux en mars 1989 lors de l'Universiade d'hiver à Witoscha en Bulgarie, où elle remporte la médaille d'or du 5 kilomètres classique. Elle participe à sa première Coupe du monde de ski de fond en 1989-1990 où elle prend la 31ème place ; ses meilleurs résultats dans cette compétition seront la 10ème place en 1990-1991 et en 1994-1995. Elle termine à la 8ème place sur 30 kilomètres aux championnats du monde de ski nordique de 1991 à Val di Fiemme en Italie ; elle termine également huitième avec l'équipe allemande de relais 4 × 5 kilomètres aux Jeux olympiques d'hiver de 1992 à Albertville en France.
En 1992, elle est championne d'Allemagne sur 30 kilomètres à Oberhof ; lors des championnats d'Allemagne de 1993 à Oberwiesenthal, elle remporte la médaille de bronze sur 30 kilomètres et celle d'argent en relais. 
Elle met fin à sa carrière après sa dernière participation en Coupe du monde en décembre 1996 à Oberstdorf, où elle termine à la 46e place sur 10 kilomètres.